# АЗЛК-2143
АЗЛК-2143 «Яуза» — легковой автомобиль, разработка которого началась в конце 1980-х годов, в качестве модели V поколения автомобилей АЗЛК. Разрабатывался в качестве плановой замены моделей предыдущего поколения: «2141» и «2142» "Москвич”, но разработка кузова данного поколения так и не была доведена до конца.
Внешне опытные образцы данной модели выглядели весьма неординарно: её кузов имел клиновидный профиль и высокий задок, а также сдвоенные боковые окна. В результате боковые окна выглядели низкими и подслеповатыми. Кроме того, такая необычная геометрия кузова напрямую обязывала конструкторов использовать гнутые боковые стёкла малого диаметра. Причём они не были опускными, так как конструкторы в то время полагали, что из-за оснащения автомобилей климатическими установками необходимость в опускных стёклах отпадёт практически полностью. В результате опускался только лишь их нижний ряд. Это же решение, по тем же причинам, применялось на опытных экземплярах ВАЗ-2110, ЗАЗ-1106 и ГАЗ-3105. Дизайн экстерьера разрабатывался под руководством конструктора М. А. Елбаева.
На макетах автомобиль уже приобрёл приближённый к действительности внешний вид: в частности, стали обычными боковые окна, а также появились разные возможные варианты оформления передних и задних фар, и отверстий для обдува радиатора.
Платформа — шасси и двигатель (предусмотренный) идентичны семейству моделей предыдущего IV поколения АЗЛК-2141, 2142 и 2335, но с некоторыми доработками в подвеске.
В опытном образце автомобиля установлен предсерийный образец двигателя поколения АЗЛК-214xx — а именно базовой модели 21414, который должен был выпускаться в строившемся моторном цехе. Изначально данный автомобиль планировалось оснащать современным двигателем поколения АЗЛК-214xx, что не получилось сделать с началом производства предыдущего кузова — АЗЛК-2141 (из-за чего тот первое время оснащался старым двигателем от предыдущей модели завода — поколения УЗАМ-412). Некоторые агрегаты и узлы «Яузы» испытывались на автомобилях АЗЛК-2141. Экспериментальный образец 2143 был готов в 1991 году. В автомобиле установлен отечественный бортовой компьютер, травмобезопасный руль, электрические стеклоподъемники.
Вместо освоения нового поколения автомобилей АЗЛК завод вкладывал средства в создание новых модификаций моделей предыдущего (IV) поколения — «2142» и «2141». Их особенностями являются удлинённые, либо укороченные кузова, переделанные лицевые части, иностранный двигатель марки Renault, более дорогостоящий вариант интерьера.